# Circonscriptions électorales des Asturies
Ne doit pas être confondu avec Circonscription électorale des Asturies.
Les circonscriptions électorales des Asturies correspondent à trois circonscriptions infra-régionales utilisées lors des élections à la Junte générale de la principauté des Asturies.
Elles correspondent géographiquement aux Asturies.

## Historique
La loi que règle le processus électoral est la loi 14/1986, du 26 décembre, sur l’organisation des élections à la Junte générale de la Principauté des Asturies, modifiée par la loi 3/1991, du 25 mars.
À chaque circonscription électorale correspond un minimum initial de 2 députés sur les 45 qui composent la Junte générale de la Principauté des Asturies. Les 39 sièges restants sont répartis proportionnellement à la population de chacune selon la règle suivante :
1. Il est attribué à chaque circonscription autant de députés que ce que donne l’arrondi en nombres entiers du quotient du nombre total des votants respectifs par le quota de répartition que l’on obtient lorsqu’on divise le nombre total des votants des Asturias par 39.
2. On répartit les députés restants en accordant un siège à chacune des circonscriptions dont le quotient résultant de l’opération antérieure possède une partie fractionnaire la plus grande.

| Circonscription | Communes |
| Occidentale     | Allande, Belmonte de Miranda, Boal, Candamo, Cangas del Narcea, Castropol, Coaña, Cudillero, Degaña, El Franco, Grado, Grandas de Salime, Ibias, Illano, Muros de Nalón, Navia, Pesoz, Pravia, Salas, San Martín de Oscos, Santa Eulalia de Oscos, San Tirso de Abres, Somiedo, Tapia de Casariego, Taramundi, Teverga, Tineo, Valdés, Vegadeo, Villanueva de Oscos, Villayón et Yernes y Tameza. |
| Centrale        | Aller, Avilés, Bimenes, Carreño, Caso, Castrillón, Corvera de Asturias, Gijón, Gozón, Illas, Langreo, Laviana, Lena, Llanera, Mieres, Morcín, Noreña, Oviedo, Proaza, Quirós, Las Regueras, Ribera de Arriba, Riosa, San Martín del Rey Aurelio, Santo Adriano, Sariego, Siero, Sobrescobio et Soto del Barco.                                                                                    |
| Orientale       | Amieva, Cabrales, Cabranes, Cangas de Onís, Caravia, Colunga, Llanes, Nava, Onís, Parres, Peñamellera Alta, Peñamellera Baja, Piloña, Ponga, Ribadedeva, Ribadesella et Villaviciosa. |

## Synthèse
|             |       | 1983 | 1987 | 1991 | 1995 | 1999 | 2003 | 2007 | 2011 | 2012 | 2015 | 2019 | 2023 |  |
| ----------- | ----- | ---- | ---- | ---- | ---- | ---- | ---- | ---- | ---- | ---- | ---- | ---- | ---- |  |
| PCE         |       | 5    |      |      |      |      |      |      |      |      |      |      |      |  |
| AP & alliés |       | 14   | 13   |      |      |      |      |      |      |      |      |      |      |  |
| CDS         |       |      | 8    | 2    |      |      |      |      |      |      |      |      |      |  |
| PAS         |       |      |      | 1    | 1    |      |      |      |      |      |      |      |      |  |
| URAS        |       |      |      |      |      | 3    |      |      |      |      |      |      |      |  |
| IU          |       |      | 4    | 6    | 6    | 3    | 4    | 4    | 4    | 5    | 5    | 2    | 3    |  |
| FAC         |       |      |      |      |      |      |      |      | 16   | 12   | 3    | 2    | 1    |  |
| PSOE        |       | 26   | 20   | 21   | 17   | 24   | 22   | 21   | 15   | 17   | 14   | 20   | 19   |  |
| PP          |       |      |      | 15   | 21   | 15   | 19   | 20   | 10   | 10   | 11   | 10   | 17   |  |
| Podemos     |       |      |      |      |      |      |      |      |      |      | 9    | 4    | 1    |  |
| Cs          |       |      |      |      |      |      |      |      |      |      | 3    | 5    |      |  |
| Vox         |       |      |      |      |      |      |      |      |      |      |      | 2    | 4    |  |
|             |       |      |      |      |      |      |      |      |      |      |      |      |      |  |
| Total       | Total | 45   | 45   | 45   | 45   | 45   | 45   | 45   | 45   | 45   | 45   | 45   | 45   |  |

## Résultats détaillés

### 2015
| Circonscription | Parti      | Parti | Députés élus |
| --------------- | ---------- | ----- | --- |
| Occidentale     | PSOE       |       | Elsa Pérez García, Marcelino Marcos Líndez, Verónica Vior Martínez |
| Occidentale     | PP         |       | Matías Rodríguez Feito, María del Carmen Pérez García de la Mata |
| Occidentale     | Podemos    |       | Andrés Fernández Vilanova |
| Centrale        | PSOE       |       | Javier Fernández Fernández, María Dolores Carcedo García, Fernando Lastra Valdés, Carmen Eva Pérez Ordieres, Jesús Gutiérrez García, Nuria Devesa Castaño, Pedro Sanjurjo, Margarita Isabel Vega González, Marcelino Torre Canto |
| Centrale        | PP         |       | Mercedes Fernández, Carlos Suárez Alonso, Emma Ramos Carvajal, Pedro de Rueda Gallardo, Fernando Goñi Merino, José Agustín Cuervas-Mons García-Braga, Susana López Ares                                                          |
| Centrale        | Podemos    |       | Emilio José León Suárez, Lucía Montejo Arnaiz, Daniel Marí Ripa, Lorena María Gil Álvarez, Enrique López Hernández, Rosa María Espiño Castellanos, Héctor Piernavieja Cachero                                                    |
| Centrale        | IU         |       | Gaspar Llamazares, Naría Concepción Mesa Noceda, María Josefa Miranda Fernández, Ovidio Zapico González, Marta Pulgar García |
| Centrale        | FAC        |       | Cristina Coto, Esther Landa Riera, Argimiro Rodríguez Guerra |
| Centrale        | Ciudadanos |       | Nicanor García Fernández, Ignacio Prendes, Diana María Sánchez Martín |
| Orientale       | PSOE       |       | María Dolores Álvarez Campillo, José Marcos Gutiérrez Escandón |
| Orientale       | PP         |       | Luis Miguel Venta Cueli, María Fe Gómez Alonso |
| Orientale       | Podemos    |       | Paula Valero Sáez |

- Fernando Goñi (PP) est remplacé en octobre 2015 par David González Medina.
- Esther Landa (FAC) est remplacée en octobre 2015 par Isidro Martínez Oblanca.
  - Isidro Martínez (FAC) est remplacé en février 2016 par María del Carmen Fernández Gómez.
- Argimiro Rodríguez (FAC) est remplacé en octobre 2015 par Pedro Leal Llaneza.
- Susana López (PP) est remplacée en février 2016 par Rafael Alonso Alonso.
- Ignacio Prendes (Cs) est remplacé en février 2016 par Luis Armando Fernández Bartolomé.
- Cristina Coto (FAC) est remplacée en juillet 2018 par Patricia García Villanueva.
- Gaspar Llamazares (IU) est remplacé en février 2019 par Jaime Gareth Flórez Barreales.
- Emma Ramos (PP) est remplacée en septembre 2017 par María Gloria García Fernández.

### 2019
| Circonscription | Parti      | Parti | Députés élus |
| --------------- | ---------- | ----- | --- |
| Occidentale     | PSOE       |       | Marcelino Marcos Líndez, Alba Álvarez Núñez, Ricardo Suárez Argüelles, Lidia Fernández Fernández |
| Occidentale     | PP         |       | Álvaro Queipo Somoano, Cristina Vega Morán |
| Centrale        | PSOE       |       | Adrián Barbón, María Celia Fernández Fernández, Juan Manuel Cofiño González, María Dolores Carcedo García, Enrique Fernández Rodríguez, Ana Isabel González Cachero, Luis Ramón Fernández Huerga, Mónica Ronderos García, Alfonso Albaladejo Carrasco, Noelia Macías Mariano, René Suárez Fernández, Carmen Eva Pérez Ordieres, José Ramón Fernández Castro |
| Centrale        | PP         |       | María Teresa Mallada de Castro, Reyes Fernández Hurlé, Pablo González Menéndez, Pablo Álvarez-Pire Santiago, Beatriz Polledo Enríquez, María Gloria García Fernández |
| Centrale        | Ciudadanos |       | Juan Antonio Vázquez García, Ana María Coto Montes, Sergio García Rodríguez, Laura Pérez Macho, Luis Armando Fernández Bartolomé |
| Centrale        | Podemos    |       | Lorena María Gil Álvarez, Daniel Marí Ripa, Nuria Rodríguez López, Rafael Abelardo Palacios García |
| Centrale        | IU         |       | Ángela Vallina, Ovidio Zapico González |
| Centrale        | Vox        |       | Ignacio Blanco Urizar, Sara Concepción Álvarez Rouco |
| Centrale        | FAC        |       | María del Carmen Moriyón Entrialgo, Adrián Pumares Suárez |
| Orientale       | PSOE       |       | Jimena Llamedo González, Ángel Ricardo Morales Fuentecilla, María Esther Freile Fernández |
| Orientale       | PP         |       | José Manuel Felgueres Abad, Javier Brea Pastor |

- Carmen Moriyón (FAC) renonce à siéger et est remplacée dès l'ouverture de la législature par Pedro Leal Llaneza.
- Juan Vázquez (Cs) est remplacé en juin 2019 par Susana Fernández Álvarez.
- Ana Coto (Cs) est remplacée en janvier 2020 par Luis Carlos Fanjul Viña.
- Lorena Gil (Podemos) est remplacée en décembre 2020 par Ricardo Menéndez Salmón après renonciation de Jara Cosculluela Melguizo.
- Laura Pérez (Cs) est remplacée en janvier 2022 par Manuel Cifuentes Corujo.
- Ignacio Blanco (Vox) est remplacé en février 2023 par Javier Jové Sandoval.

### 2023
| Circonscription | Parti           | Parti | Députés élus |
| --------------- | --------------- | ----- | --- |
| Occidentale     | PSOE            |       | Marcelino Marcos Líndez, Alba Álvarez Núñez, Lidia Fernández Fernández |
| Occidentale     | PP              |       | Álvaro Queipo Somoano, Cristina Vega Morán, Salvador Méndez Méndez |
| Centrale        | PSOE            |       | Adrián Barbón, María Concepción Saavedra Rielo, Juan Manuel Cofiño González, María Dolores Carcedo García, José Ramón García González, María Celia Fernández Fernández, Enrique Fernández Rodríguez, Mónica Ronderos García, Luis Ramón Fernández Huerga, Ana Isabel Puerto Prado, René Suárez Fernández, Noelia Macías Mariano, Ana Isabel González Cachero |
| Centrale        | PP              |       | Diego Canga Fano, María del Pilar Fernández Pardo, Beatriz Polledo Enríquez, Pablo González Menéndez, José Agustín Cuervas-Mons García-Braga, María Gloria García Fernández, Andrés David Ruiz Riestra, Susana Fernández Arias, José Luis Costillas Gutiérrez, Sandra María Camino Rodríguez, Manuel Cifuentes Corujo, Rafael Alonso Alonso                  |
| Centrale        | Vox             |       | Carolina López Fernández, Javier Jové Sandoval, Sara Concepción Álvarez Rouco, Gonzalo Centeno Martín |
| Centrale        | CxA IU-Más País |       | Ovidio Zapico González, Delia Campomanes Isidoro, Javier González Vegas |
| Centrale        | Podemos         |       | Covadonga Tomé Nestal |
| Centrale        | FAC             |       | Adrián Pumares Suárez |
| Orientale       | PSOE            |       | Jimena Llamedo González, Ángel Ricardo Morales Fuentecilla, María Esther Freile Fernández |
| Orientale       | PP              |       | Luis Miguel Venta Cueli, José Manuel Felgueres Abad |

- Concepción Saavedra (PSOE) est remplacée le 14 septembre 2023 par Ricardo Fernández Rodríguez.
- Enrique Fernández (PSOE) est remplacé le 10 octobre 2023 par Jacinto Braña Santos.
- Diego Canga (PP) est remplacé le 24 octobre 2023 par Pedro de Rueda Gallardo.
- Pablo González (PP) est remplacé le 7 février 2024 par Nuria González-Nuevo Vázquez.